# Nadnarednik
Nadnarednik (nadnarednica) je viši dočasnički vojni čin u Hrvatskoj vojsci, sedmi po vojničko-dočasničkom redosljedu (čin kategorije-status / Rank-position) s NATO klasifikacijom: OR-7.
Skračena oznaka: nnr
Dočasničkim redosljedom nalazi se iznad čina narednik, a ispod čina stožernog narednika.
U Američkoj kopnenoj vojsci, mu odgovara čin: Sergeant First Class (SFC), dok u Američkim marincima: Gunnery Sergeant (GySgt)
* Vojni i dočasnički činovi u HV:
Vojnici:
vojnik,
pozornik,
razvodnik
Niži dočasnici:
skupnik,
desetnik,
narednik
Viši dočasnici:
nadnarednik,
stožerni narednik,
časnički namjesnik